# 丘利奧 (喬治亞州)
丘利奧（英語：Chulio）是位於美國喬治亞州弗洛伊德縣的一個非建制地區。該地的面積和人口皆未知。

## 地理
丘利奧的座標為34°09′50″N 85°05′54″W / 34.16389°N 85.09833°W，而該地的平均海拔高度為216米（即709英尺）。